# آویلا (میسوری)
آویلا (به انگلیسی: Avilla) یک روستا (ایالات متحده آمریکا) در ایالات متحده آمریکا است که در شهرستان جاسپر، میزوری واقع شده‌است.
 آویلا ۰٫۵۱ کیلومتر مربع مساحت و ۱۲۶ نفر جمعیت دارد و ۳۴۲ متر بالاتر از سطح دریا واقع شده‌است.